# Majdan Sitaniecki
Majdan Sitaniecki [pronunciación en polaco: /ˈmajdan ɕitaˈɲɛtskʲi/] es un pueblo ubicado en el distrito administrativo de Gmina Stary Zamość, dentro del Condado de Zamość, Voivodato de Lublin, en Polonia oriental. Se encuentra aproximadamente a 9 kilómetros al noreste de Stary Zamość, a 15 kilómetros al norte de Zamość, y a 66 kilómetros al sureste de la capital regional Lublin.